# Cratere Castril
Castril  è un cratere sulla superficie di Marte.